# プロトロンビナーゼ
プロトロンビナーゼ（英: prothrombinase）複合体は、セリンプロテアーゼである第Xa因子（活性化第X因子）と、タンパク質コファクター（補因子）である第Va因子（活性化第V因子）から構成される。負に帯電したリン脂質膜上でカルシウムイオン存在下で組み立てられる。プロトロンビナーゼ複合体は、不活性な酵素前駆体であるプロトロンビン（第II因子）から活性型セリンプロテアーゼであるトロンビン（第IIa因子）への変換を触媒する。トロンビンの活性化は、血液凝固カスケードの重要反応である。トロンビンの産生のために、プロトロンビナーゼ複合体はプロトロンビンの2か所のペプチド結合（アルギニン271番残基（Arg271）の直後とArg320の直後）を切断する。第Xa因子はプロトロンビナーゼ複合体と関係していない場合でもプロトロンビンを活性化することが示されているが、トロンビン形成の速度は大きく低下する。プロトロンビナーゼ複合体は第Xa因子単独の場合の30万倍の速度でプロトロンビンの活性化を触媒する。そのため、効率的なトロンビン産生と適切な止血反応にはプロトロンビナーゼ複合体が必要である。

## 前駆体の活性化
第X因子と第V因子はどちらも、血液凝固カスケードの活性化の前は不活性な前駆体として血中を循環している。不活性な酵素前駆体の第X因子は、軽鎖（136残基）と重鎖（306残基）の2本の鎖から構成されている。軽鎖はN末端のγ-カルボキシグルタミン酸ドメイン（Glaドメイン）と2つのEGF様ドメイン（EGF1、EGF2）を含む。重鎖はN末端の活性化ペプチドとセリンプロテアーゼドメインを含む。第X因子は外因性経路の第VIIa因子-組織因子複合体、内因性経路のテナーゼ複合体によって活性化される。内因性テナーゼ複合体は第IXa因子と第VIIIa因子から構成される。第X因子が第Xa因子に活性化される際に活性化ペプチドが切り離されるが、重鎖と軽鎖は活性化後も共有結合によって連結されたままである。
第V因子は一本鎖のコファクター前駆体として循環し、A1-A2-B-A3-C1-C2の6つのドメインを含んでいる。トロンビンはBドメインを切除することで第V因子を活性化する。他のプロテアーゼも第V因子の活性化を行うが、この切断は主にトロンビンによって行われる。切断後は第Va因子はA1、A2ドメインからなる重鎖と、A3、C1、C2ドメインからなる軽鎖によって構成される。第Va因子の重鎖と軽鎖はカルシウムなどの二価イオンを介して連結されている。

## 複合体の組み立て
プロトロンビナーゼの組み立ては、第Xa因子と第Va因子が細胞膜上の負に帯電したリン脂質に結合することで開始される。第Xa因子と第Va因子は、単球、血小板、内皮細胞を含むさまざまな細胞種の細胞膜に結合する。第Xa因子と第Va因子はそれぞれ独立に結合を行うが、どちらも相互排他的な結合部位に結合する。第Xa因子と第Va因子はいずれも軽鎖を介して細胞膜へ結合するが、第Xa因子はGlaドメインを介してカルシウム依存的に結合し、第Va因子はC2ドメインとC1ドメインを介して結合する。第Xa因子と第Va因子は細胞膜に結合すると迅速に1:1の量比で結合し、プロトロンビナーゼ複合体を形成する。プロトロンビナーゼの組み立てはカルシウム依存的である。プロトロンビナーゼ複合体を形成することで、第Xa因子の触媒効率は単独の場合と比べて30万倍増加する。第Xa因子と第Va因子は細胞膜に結合しているときには互いに緊密に結合する。さらに、膜に結合した第Va因子はプロトロンビナーゼ複合体の触媒に大きな利点をもたらす。第Va因子は第Xa因子の膜への親和性を強化し、また第Xa因子のプロトロンビンに対する代謝回転数kcatを増加させる。また、第Va因子はプロトロンビンのプロトロンビナーゼ複合体への結合を強め、反応のミカエリス定数Kmを低下させる。

## トロンビンの活性化
完全に組み立てられたプロトロンビナーゼ複合体は、酵素前駆体型のプロトロンビンからセリンプロテアーゼのトロンビンへの変換を行う。具体的には、第Xa因子はプロトロンビンを2か所（ヒトの場合Arg271とArg320の直後）で切断する。切断は2度起こるため、プロトロンビンの活性化は2つの経路で進行する。一方の経路では、プロトロンビンはまずArg271で切断される。この切断によって、最初の271残基からなるフラグメント1.2と、272–579番残基からなる中間体プレトロンビン2（prethrombin 2）が産生される。フラグメント1.2は活性化ペプチドとして放出され、プレトロンビン2はArg320で切断されて活性型のトロンビンとなる。Arg320での切断後に形成される2本の鎖はA鎖、B鎖と呼ばれ、活性型トロンビンでは両者はジスルフィド結合によって連結されている。もう一方の経路では、プロトロンビンはまずArg320で切断され、メイゾトロンビン（meizothrombin）と呼ばれる触媒活性を持つ中間体が産生される。メイゾトロンビンはフラグメント1.2-A鎖がB鎖にジスルフィド結合で連結されている。その後メイゾトロンビンは第Xa因子によってArg320での切断が行われ、フラグメント1.2と、A鎖とB鎖がジスルフィド結合で連結された活性型トロンビンが生じる。トロンビンが第Xa因子のみによって生成される場合は前者の経路が支配的であり、プロトロンビンはまずArg271で切断されてプレトロンビン2が生じ、その後Arg320で切断される。しかし、第Xa因子がプロトロンビナーゼ複合体の構成要素として作用する場合は後者の経路が好まれるようになり、プロトロンビンはまずArg320で切断されてメイゾトロンビンが生じ、Arg271で切断されて活性型トロンビンが産生される。このように、プロトロンビナーゼ複合体の形成は、プロトロンビンの切断の順序を変化させる。

## 不活性化
第Va因子は活性化プロテインC（APC）による切断によって不活性化される。APCは第Va因子の軽鎖と重鎖の双方を切断する。重鎖の切断は第V因子の第Xa因子に対する結合能を低下させる。APCは第Va因子の軽鎖と強固にそして排他的に結合する。この相互作用はカルシウム非依存的である。第Xa因子は第Va因子をAPCから保護し、APCによる不活性化の阻害を助ける。第Xa因子とAPCは第Va因子の同一部位を競合するようである。第Xa因子はアンチトロンビンIIIとヘパリンによるシステムによって阻害される。このシステムはトロンビンに対する阻害作用も有する。

## 疾患における役割
プロトロンビナーゼ複合体のどちらの構成要素も欠乏症はきわめて稀である。第V因子欠乏症はパラ血友病（parahemophilia）とも呼ばれ、染色体劣性遺伝する稀な出血障害で発生率は約100万人に1人である。先天性の第X因子欠乏症もきわめて稀であり、100万人に1人が影響を受けると推計されている。
第V因子をコードする遺伝子の点変異によって、第V因子ライデン変異と呼ばれる血液凝固亢進障害が引き起こされる。第V因子ライデン変異では、G1691Aのヌクレオチド置換の結果、R506Qのアミノ酸変異が生じている。第V因子ライデン変異は、2つの機構で静脈血栓塞栓症のリスクを高めることが知られている。APCは通常Arg306、Arg506、Arg679の箇所で第Va因子を切断し不活性化する。Arg506に生じた第V因子ライデン変異の結果、APCによる不活性化に対する抵抗性が第Va因子に生じる。これが1つ目の機構である。また通常条件下では、第V因子がトロンビンではなくAPCによって切断された場合、第V因子はAPCのコファクターとして機能する。APCは第V因子に結合すると、第VIIIa因子の切断と不活性化を行う。しかし、ライデン変異を有する第V因子のAPCのコファクターとしての機能は効率的ではない。そのため第VIIIa因子の不活性化は非効率なものとなり、血栓症のリスクが高くなる。これが2つ目の機構である。事実、第V因子ライデン変異は遺伝性血栓症の最も一般的な原因である。
ヘテロ接合型の第V因子ライデン変異はアメリカ合衆国の白人の約5%に存在し、ホモ接合型変異は1%以下である。第V因子ライデン変異の北欧系と一部の中東系集団における頻度ははるかに高い。ヒスパニックではあまり一般的ではなく、アフリカ系、アジア系、アメリカ先住民集団では稀である。第V因子ライデン変異は静脈血栓塞栓症、すなわち深部静脈血栓症または肺血栓塞栓症の重要な危険因子である。ヘテロ接合型の第V因子ライデン変異は再発性静脈血栓塞栓症のリスクを40%増加させる。

## 抗凝固薬
第Xa因子の阻害はトロンビンの活性化を防止し、血栓形成を防止する。そのため、第Xa因子はいくつかの抗凝固薬の直接的または間接的な標的となっている。例えば、フォンダパリヌクスは第Xa因子の間接阻害薬である。フォンダパリヌクスはアンチトロンビンIIIに結合し、第Xa因子の阻害を活性化する。フォンダパリヌクスはアンチトロンビンIIIの第Xa因子に対する親和性を強化し、その結果アンチトロンビンIIIの第Xa因子に対する阻害効果は300倍に増加する。アンチトロンビンIIIが第Xa因子に結合した後、フォンダパリヌクスは解離し他のアンチトロンビンを活性化する。第Xa因子を間接的に阻害する他の薬剤としては、イドラパリヌクスがある。イドラパリヌクスもアンチトロンビンに結合するが、その親和性はフォンダパリヌクスと比較して30倍強い。イドラパリヌクスはフォンダパリヌクスと比較して半減期が長いため、フォンダパリヌクスは毎日皮下注射を行う必要があるのに対し、イドラパリヌクスは週毎の投与が可能である。
リバーロキサバンとアピキサバンは直接第Xa因子阻害薬である。リバーロキサバンとアピキサバンは、プロトロンビナーゼ複合体中であるか遊離型であるかに関係なく、第Xa因子の活性部位に結合する。これらの直接第Xa因子阻害薬は、直接トロンビン阻害薬であるダビガトランと同様に経口投与が可能である。
フォンダパリヌクス、リバーロキサバン、アピキサバン、ダビガトラン、エドキサバンは現在FDAの承認を受けた抗凝固薬として利用されている。イドラパリヌクスの開発は中止されている。